# Santiago Castillejo Castillejo
Santiago Castillejo Castillejo   (Valtierra, 5 de setembre de 1971) és un exfutbolista navarrès, que ocupava la posició de davanter i actualment entrenador del Club Gimnàstic de Tarragona. Ha estat fins ara, el màxim golejador de la història de la Segona B espanyola, amb 184  184 gols en representació de set clubs.

## Biografia
Després de pertànyer al club de la seua ciutat natal, el Tudelano, Castillejo passa al CA Osasuna. Primer milita al Promesas (on marca 20 gols), per més tard debutar a la primera divisió. Va ser en un partit de la temporada 92/93. A l'any següent ja disputa fins a deu partits, i la temporada 95/96, amb l'Osasuna a Segona, la xifra aplega als 22 partits i 4 gols. Abans, havia quallat un gran temporada amb el Deportivo Alavés, tot sent un dels golejadors de la Segona B 94/95.
Sense més oportunitats a Pamplona, a l'estiu de 1996 fitxa pel CD Numancia, amb qui puja a Segona Divisió, tot i que no disposaria de massa oportunitats a la categoria d'argent amb l'equip castellanolleonès. La temporada 98/99 recala al CE Castelló, on romandria dos anys a Segona B.
El 2000 s'incorpora al Gimnàstic de Tarragona. Amb l'equip del Tarragonés aconsegueix un nou ascens a Segona B, i la temporada 01/02 torna a jugar en Segona A. Aquesta vegada, tot i jugar 26 partits, no arribaria a fer-se un lloc a l'onze del Nàstic. El club català va baixar i el navarrès va militar una altra campanya a Tarragona.
A partir del 2003, Castillejo ha format part d'equips de Segona B i Tercera, tot sent un dels jugadors més clàssics de la categoria de bronze. Ha format part del Conquense (03/05), CD Leganés (05/06), CF Reus Deportiu (06/08) i Vilafranca del Penedés. Es va retirar l'any 2008 als 37 anys.

## Carrera d'entrenador
Castillejo va començar a treballar com a entrenador immediatament després de retirar-se, inicialment com a ajudant del Reus a Tercera Divisió. Va ser nomenat entrenador en cap de la 2009–10, portant l'equip a l'ascens a la seva segona temporada 2010–11 Tercera Divisió.
Castillejo va acordar el retorn a l'antic club Gimnàstic a finals de maig de 2013, signant abans de la campanya 2013-14. El 4 de novembre va ser rellevat de les seves funcions.
El 26 de juny de 2014, Castillejo va agafar les regnes de la UE Llagostera, recent ascendida a segon nivell. Va ser destituït el 21 d'octubre, després de deixar-los en zona de descens.
El 22 de febrer de 2016, Castillejo va ser nomenat al capdavant de la UE Olot a la tercera divisió. El dia 7 Juny va ser nomenat al FC Ascó, i va renovar el seu contracte el 13 de maig següent.
Castillejo va tornar al seu primer club Osasuna el 19 de juny de 2018, com a entrenador de l'equip B.

## Altres mèrits
- 2 Trofeu Basilio (màxim golejador del CE Castelló): temporades 1998/99 i temporada 1999/00.